# 神鬼至尊
《神鬼至尊》（英語：The Saint）是一部1997年推出的電影，導演為菲利普·諾斯，由方·基墨主演。派拉蒙影業發行。 電影改編自影集《七海遊俠》，原文名稱相同。

## 劇情大綱
賽門.坦普勒 是一名孤兒，從小被聖依納爵孤兒院收留，依該孤兒院的傳統以天主教聖人的名字命名為約翰·羅西（John Rossi），但是他不喜歡這個名字，並自行以聖殿騎士的賽門（Simon Templar）為名。
長大後的他離開孤兒院成為一名技術高超的竊賊，擁有高強的易容術以及神出鬼沒的手法。當他接受委託去行竊時習慣以取自天主教的聖人名稱來當作自己的化名。由於一次偷竊晶片的行動使他和富懷野心的俄羅斯政治家崔維耶結上梁子，對方假裝不知道他的真實身分並委託他去偷取女科學家艾瑪·羅歇爾博士（Dr. Emma Russell）正在研究的冷核融合技術。於是他化名為多默·摩爾（英國亨利八世朝的大臣，因反對亨利八世的宗教政策而被處刑。）與艾瑪接觸以偷取技術。
可是 賽門 卻在與艾瑪的接觸當中動了真感情，但是崔維耶卻以艾瑪的安危威脅他，因此 賽門 只好把他從艾瑪身上偷來的方程式提供給崔維耶。但是因為方程式未完成，於是 賽門 成為崔維耶的追殺對象，另一方面艾瑪從國際刑警那邊獲得有關 賽門 的情報，並發現他慣用聖人名稱作化名，並循線發現他化名為 文森·費耶爾（Vincent Ferrer）坐飛機到俄羅斯，於是親自到俄羅斯去找他，兩人因此同時受到崔維耶的手下追捕。最後兩人靠著合作與運氣阻止了崔維耶的野心。

## 演員表
- 方·基墨 飾 Simon Templar
- 伊麗莎白·蘇 飾 Dr. Emma Russell
- 雷德·瑟貝佳 飾 Ivan Petrovich Tretiak
- Valery Nikolaev 飾 Ilya Tretiak
- Henry Goodman 飾 Dr. Lev Naumovich Botkin
- Alun Armstrong 飾 Inspector Teal
- Michael Byrne 飾 Vereshagin
- Yevgeni Lazarev 飾 President Karpov
- Irina Apeksimova 飾 Aleksa "Frankie" Frankeyevich
- Lev Prygunov 飾 General Leo Sklarov
- Charlotte Cornwell 飾 Inspector Rabineau
- 汤米·弗拉纳根 飾 Scarface
- Egor Pazenko 飾 Scratchface
- Adam Smith 飾 年輕的Simon Templar
- 罗杰·摩尔 飾 Radio Announcer Voice
- David Schneider 飾 酒吧侍應
- William Hope 飾 State Department Official

## 製作
主體拍攝於1996年3月26日開始，於英格兰和俄罗斯進行製作。

## 外部連結
- 互联网电影数据库（IMDb）上《The Saint》的资料（英文）
- AllMovie上《神鬼至尊》的资料（英文）
- TCM电影资料库上《神鬼至尊》的资料（英文）
- 爛番茄上《The Saint》的資料（英文）
- Jonathan Hensleigh's original script （页面存档备份，存于）
- Box Office Mojo上《The Saint》的資料（英文）